# Brian Herbert
Brian Patrick Herbert, född 29 juni 1947 i Seattle, är en amerikansk författare och äldste son till Frank Herbert. Han har skrivit en rad böcker i serien Dune.